# منفذ العرض

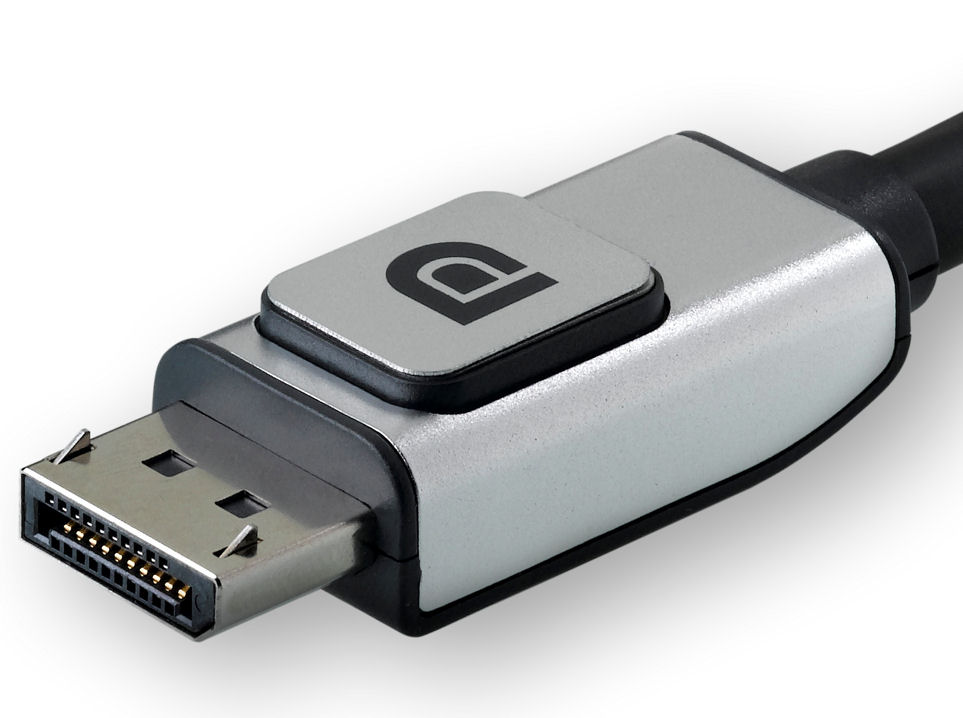
موصل منفذ العرض

منفذ العرض (بالإنجليزية: DisplayPort)‏ هو منفذ لواجهة عرض رقمية طُورت من قبل VESA. تستخدم بشكل رئيسي لوصل مصدر الفيديو إلى جهاز عرض (شاشة الحاسوب مثلاً)، يمكن أن تستخدم لنقل الصوت وصيغ أخرى للبيانات، معايير VESA هي royalty-free. صممته VESA ليستبدل كلاً من VGA وواجهة رقمية مرئية و FPD-Link. وهو متوافق مع VGA وDVI من خلال استخدام محول الدونغل.

## نظرة عامة
منفذ العرض: هو أول واجهة عرض تعتمد على نقل البيانات بشكل حزم، وهو شكل من أشكال الاتصال الرقمي التي وُجِدَت في تكنولوجيا ETHERNET ويو إس بي ومنفذ الملحقات الإضافية السريع. تسمح باتصالات العرض (الداخلية والخارجية) -وخلافاً للمعايير الأقدم- يتم تثبيت الزوج التفاضلي لينقل مع إشارة الساعة كل خرج، إذ يعتمد بروتوكول منفذ العرض على حزم صغيرة معروفة باسم micro packets. والتي يمكن أن تضمن إشارة الساعة ضمن مجرى البيانات، مما يتيح دقة أعلى وعدد بنات أقل. استخدام حزم البيانات يعطيه قابلية للتوسع وبالتالي يمكن إضافة مميزات كثيرة دوت تغيرات كبيرة على الواجهة المادية نفسها.
يمكن لمنفذ العرض أن يستخدم في نقل الصوت والفيديو في وقت واحد، ولكن نقل كلاً منهما اختياري ويمكن نقله منفرداً دون الآخر. طريق إشارة الفيديو يمكن أن يضم بين 6-16 بتاً لكل قناة لونية، وطريق الصوت يمكن أن يمتلك حتى 8 قنوات لصوت معدل بتعديل PCMغير مضغوط ذو 24 بتاً وبسرعة 192 KHz أو يمكن أن تغلف بضيغ صوتية مضغوطة في مجرى الصوت. تتضمن قناة مساعدة ثنائية الاتجاه half-duplex إدارة الجهاز وبيانات تحكم الجهاز للوصلة الرئيسية مثل معايير VESA EDIDو MCCS و DPMS، بالإضافة أن الواجهة قادرة على تضمين إشارات USB ثنائية الاتجاه.
إشارة DisplayPort غير متوافقة مع DVI أو واجهة متعددة الوسائط عالية الوضوح ولكن صُممت DisplayPorts ثنائية النمط لنقل إشارة وصلة DVI أوHDMI بروتوكول 1.2/1.4 عبر واجهة من خلال استخدام محول سلبي (يستهلك طاقة)((passive خارجي يختارالذي يحدد الإشارة المرغوبة ويحول الإشارات الكهربائية من LVDS إلى تي أم دي أس.
يحتاج VGA التماثلية و DVI ثنائية الوصلة إلى محولات مزودة بمصدر طاقة (active) لتحويل بروتوكول وإشارة الوصلة بينما في النمط الثنائي للـ DisplayPort لا يعتمد ذلك. محولات VGA تعمل على الطاقة عن طريق موصل DisplayPort وبينما محولات DVI ثنائية الوصلة قد تعتمد على مصدر طاقة خارجي.
يمكن أن يكون في وصلة DisplayPort واحد أو اثنين أو أربعة أزواج تفاضلية للبيانات وهي ما يسمى ممرات (Lanes) في الوصلة الرئيسية ولكل ممر معدل بت خام 1.62، 2.7، 5.4، 8.1 Gbit/s بالممر الواحد بمرور نبضات الساعة بشكل ذاتي بترددات ممكنة: 162، 270، 540، 810 MHz. معدل البيانات الفعال بعد الترميز هي: 1.296، 2.16، 4.32,6.48 Gbit/s بالممر الواحد أي 80% ولأن كل 10b/ b8 ترمز حيث كل 8 بتات ترمز برمز 10 بت.

## إصدارات
1.0 إلى 1.1

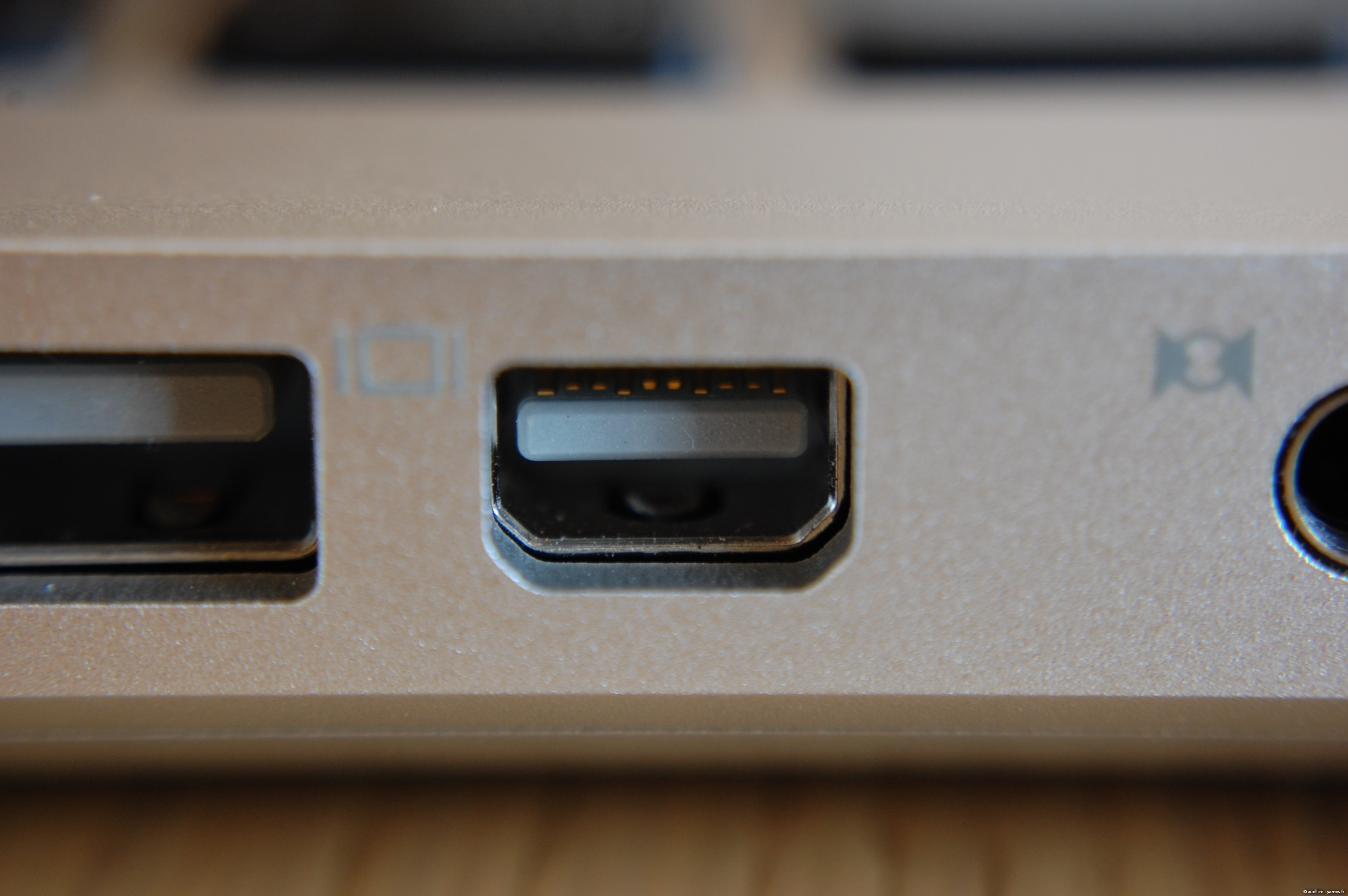
لقطة مقربة لمنفذ Mini DisplayPort على جهاز Apple MacBook.

تم إطلاق النسخة الأولى من قبل VESA في 3 أيار 2006، وأُطلقت النسخة 1.1 في 2 نيسان 2007.تسمح النسخة الأولى بمعدل نقل أعظمي 8.64 Gbits عبر كابل 2 متر، أما النسخة 1.1 فتسمح أيضاً للأجهزة باستخدام طبقات وصل بديلة مثل الألياف الضوئية سامحة بالوصول إلى مسافات أبعد بكثير بين المصدر والعارض دون تدهور بالإشارة. بالرغم من أن المعايير ليست موحدة ولكنها تتضمن HDCP بالإضافة إلى DPCP.

### 1.2
أطلقت في 22 كانون الأول 2009. أهم التحسينات في هذه النسخة هو مضاعفة عرض المجال الفعال إلى 17.28 Gbit/s في النمط HBR2 والتي تسمح بزيادة الدقة ومعدل التحديث وزيادة العمق اللوني. من التحسينات الأخرى: مجاري متعددة مستقلة عن بعضها للفيديو (اتصال daisy-chain مع أجهزة عرض متعددة) وهذه التقنية سميت بنقل متعدد المجرى، تسهيلات من أجل الصور المجسمة، تسهيلات من أجل الصور المجسمة 3D، زيادة عرض مجال قناة AUX من 1 Mbit/s إلى 720 Mbit/s، المزيد من مساحات الألوان بما في ذلك xvYCC، scRGB، Adobe RGB 1998، (Global Time Code) GTC من أجل 1 µS لتزامن فيديو/صوت فرعي.
أما وصلة Mini DisplayPort الخاص بشركة آبل كان أصغر بكثير ومصمماً من أجل الحواسيب المحمولة والأجهزة الصغيرة الأخرة والمتوافقة مع المعيار الجديد.

### 1.3
أطلقت هذه النسخة في 15 أيلول 2014. هذا المعيار زاد عرض مجال النقل الكلي إلى 32.4 Gbit/s مع النمط الجديد HBR3 يتميز بقدرة نقل  8.1 Gbit/s بالممر الواحد.بلغت في مجموعها 25.92 Gbit/s مع إزالة العبء على الشبكة بسبب overhead. عرض المجال هذا يسمح لأجهزة عرض 5K أي (5120×2880 px) في نمط RGB وأجهزة عرض تلفزيونية 8K UHD بـ 7680×4320 (16:9, 33.18 megapixels) باستخدام الاختزال 4:2:0. وبمعدل نقل بيانات مماثل يمكن استخدام شاشتي حاسوب بدقة 4K (3840×2160 px) بمعدل تحديث 60 هرتز في نمط RGB 24-bit عبر معيار Coordinating Viideo Timing ، أو شاشة عرض 4K stereo 3D، أو مزيج من شاشة عرض 4k وSuperSpeed USB 3.0 حسبما تسمح به DockPort. يتميز المعيار الجديد عن HDMI 2.0 بوضعية التوافق مع HDCP 2.2 وحماية المحتوى. كما تدعم VESA Display Stream Compression.

## Dual Mode
يمكن لمنفذ العرض ثنائي الوضع عرض إشارات HDMI وDVI أحادية الرابط باستخدام محول بسيط وسلبي. بإمكان هذا المحول التعديل من الموصل المختلف والفولتات القليلة المستخدمة من قبل منفذ العرض. وعندما تتعرف شريحة منفذ العرض ثنائية الوضع على موصل HDMI أو DVI ملحق فإنها تتحول إلى وضع HDMI/DVI. ويستخدم هذا الوضع رابط منفذ العرض الرئيسي ذو الأربع ممرات وقناة AUX لنقل ثلاث إشارات TDMSونبضة توقيت وبيانات/ساعة قناة عرض البيانات. توسم المنافذ ثنائية الوضع بشعار DP++. وتوفر معظم بطاقات الرسوميات والشاشات هذا الوضع.

## محاسن تفوق DVI، VGA، FPD-Link
أعلن عدد من بائعي ومصنعي الحواسيب في كانون الأول 2010 أنهو سيبدأ الإلغاء التدريجي لـFPD-Link ،VGA، وDVI-I خلال السنوات القليلة المقبلة، والاستعاضة عنها بـDisplayPort و HDMI. أحد الاستثناءات الملحوظة على قائمة الشركات المصنعة هي إنفيديا والتي لم تعلن عن أي خطط مستقبلية.

## ميزات للـDisplayPort تفوق VGA، DVI، وFPD-Link
- معيار مفتوح متاح لكل أعضاء VESA مجاناً، وroyalty-free، معيار قابل للتمدد فيساعد في اعتمادها بشكل واسع.
- ممرات أقل بسبب الساعة الذاتية المضمنة وبالتالي تقليل EMI مع البيانات المبعثرة وطريقة انتشار الطيف.
- يرتكز على بروتوكول الحزمة الصغيرة.
  - يسمح بسهولة توسع المعيار مع أنواع مختلفة من المعطيات.
  - مرونة التخصيص بعرض المجال المتوفر بين الصوت والصورة.
  - مجاري فيديوية متعددة عبر اتصال فيزيائي وحيد.
  - نقل على مسافات طويلة عبر وسائل إعلام فيزيائية بديلة مثل الألياف الضوئية (الإصدار 1.1a).
- عرض بدقة عالية، وعلى عدة أجهزة بوصلة واحدة. عن طريق محور أو وصلة تسلسلية (daisy-chaining).
  - يسمح وضعية HBR2 بـعرض مجال فعال 17.28 Gbit/s لأربع شاشات1080p60 بوقت واحد حيث (CEA-861 timings), stereoscopic 2,560 × 1,600 × 30 bit @120 Hz (CVT-R timings), or 4K تلفاز فائق الدقة @60 Hz.
  - تسمح وضعية HBR3 بعرض مجال فيديوي فعال 25.92 Gbit/s باستخدام CVT-R2 timings لثمان شاشات 1080p بوقت واحد (1,920 × 1,080 @60 Hz), stereoscopic 4K UHDTV (3,840 × 2,160 @120 Hz), or 5K UHDTV (5,120 × 2,880 @60 Hz) each using 24 bit RGB, and up to 8K UHDTV (7,680 × 4,320) @60 Hz using 4:2:0 subsampling
- مصممة لتعمل باتصال داخلي من رقاقة إلى أخرى. تهدف إلى استبدال وصلات FPD-Link الداخلية إلى لوحات عرض بواجهة وصلة داخلية.
  - متوافق مع إشارات الجهد المنخفضة تستخدم مع شريحة سيموس شبه ميكرونية. يمكنها قيادة لوحات العرض مباشرة، وإلغاء دارات التحكم وتعديل **قياس الشاشة مما سمح بشاشات أرخص وأقل حجماً. تقليل عرض مجال النقل من أجل كابل 15 متر على الأقل 1920×1080p60 عند 24 بت خلال البكسل.
  - نقل بعرض مجال كامل من أجل 3 متر.
- قناة نقل مساعدة من أجل DDC, EDID, MCCS, DPMS, HDCP ومحدد المحول... إلخ.
- يمكن استخدامها من أجل نقل ثنائي الاتجاه USB, touch-panel data, CEC, وغيرها
- موصل إغلاق ذاتي Self-latching.

## مقارنة مع HDMI
على الرغم من أن لديهما نفس الوظائف تقريباً إلا أن DispalyPort مكمل اتصال يستخدم بأمور أخرى، حيث يمكنه أن يبعث إشارة HDMI من خلال استخدام محول سلبي موصول إلى منفذ مصمم للنمط الثنائي.
كما أن مواصفاته تعرف كمعيار "royalty-free"، بينما يتقاضى HDMI $10,000 كرسوم سنوية لكل شركة مصنعة، إضافة إلى 0.04-0.15 $ لكل جهاز.
لدى Displayport 1.2 عرض مجال أكبر عند 21.6 Gbit/s (17.28 Gbit/s with overhead removed)بمقابل HDMI 2.0 18 Gbit/s (14.4 Gbit/s with overhead removed), وارتفعت بالـDisplayPort 1.3 إلى 32.4 Gbit/s (25.92 Gbit/s with overhead removed).
كما أن لديه القدرة على مشاركة عرض المجال مع مجار متعدد من الصوت والصورة لأجهزة مختلفة.
في الوضع الأصلي لـDisplay Port فإنه يفتقد لبعض مزايا HDMI مثل أوامر CEC مما يسمح بالتحكم بأجهزة متعددة من خلال جهاز تحكم عن بعد واحد. وأكدت VESA أن أوامر CEC يمكن أن تُنقل عن طريق قناة AUX عند الحاجة.
يستخدم HDMI بنية Vendor-Specific Block التي تسمح بمميزات إضافية مثل مسافات إضافية للألوان. ولكن هذه الميزات يمكن أن تحدد عن طريق ملحقات CEA EDID.
وبالتالي فعلياً استطاع DisplayPort أن يعوض المزايا التي تنقصه والموجودة في HDMI مع وجود ميزات إضافية غير موجودة بالـHDMI.
ويمكن أن نلخص المقارنة بما يلي:
HDMI
مميزات
متوافق مع مواصفات DVI الحالية
بدأ بالظهور في وقت مبكّر
معياري في الأجهزة الإلكترونية المنزلية، وبالتالي قاعدة استخدامه أوسع ومعياري أكثر
يدعم مسارات صورة + صوت + بيانات
سلبيات:
لايدعم نقل إشارات تماثلية حتى باستخدام محوّلات
يحتاج لترخيص مدفوع، بداية للترخيص + عمولة لكل جهاز
يحتاج لرقاقات إضافيّة لكونه يستخدم إشارات خاصة به
DisplayPort
مميزات:
متوافق أكثر مع العتاد، يحتاج لرقاقات أقل لكونه يستخدم إشارات أقرب للأجهزة المستخدمة.
ترخيصه مجاني، لايحتاج لرسوم ترخيص بداية ولا عمولة لكل جهاز
يدعم مسارات صورة + صوت + بيانات
عرض الحزمة للصورة + الصوت أكبر من HDMI
يمكن لمنفذ الـ DP أن ينقل إشارات أخرى غير الـ DP مثلاً يمكنه نقل إشارات DVI و VGA (التماثلية) عن طريق استخدام محوّلات (مثل أجهزة MacBook Pro فهي تتضمن مقبس DP ويمكن استخدام محوّلات لإخراج إشارات DVI و VGA)
سلبيات:
ظهر في وقت متأخر، والأجهزة التي تعتمده لاتزال محدودة
محدود فقط في أجهزة الحاسوب فلا يوجد توجه لاستخدامه في الأجهزة الإلكترونية المنزلية مما يحد من انتشاره
الملاحظ أن كلاهما يمتلك إيجابيات وسلبيات، حسنة الـ HDMI الآن هو انتشاره بشكل واسع إضافة لكونه متوافق مع الأجهزة الإلكترونية المنزلية (مثل شاشات LCD TV وأجهزة العرض وأجهزة الصوتيات والفيديو) وحسنته الثانية هو عرض حزمة البيانات التي تتيح حتى توفير USB في الطرف الآخر دون الحاجة لوجود سلك منفصل، من جهة أخرى انتشاره الواسع أدّى لوجود كماليات أخرى له مثل قيام بعض الشركات بإنتاج أجهزة لنقل إشارة الـ HDMI لاسلكياً في حال طول المسافة أو تعذّر تمديد الأسلاك
وتكلفة الاستخدام مرتفعة، فالشركات التي تنتج كميات تجارية من أجهزة HDMI تكون مُلزمة بدفع 10 آلاف دولار سنوياً + 4 سنتات لكل جهاز يُباع.
الـ DP من جهة أخرى يمتاز بكونه مجاني، ويتمتع بدقة أكبر من الـ HDMI، إضافة لذلك فهو يمكن أن يستخدم لتخفيض تكاليف إنتاج الأجهزة، فيمكن استخدامه بديلاً للتوصيلات الداخلية في الأجهزة المحمولة (من الجهاز للشاشة) وذلك دون الحاجة لوجود رقاقات وشرائح إلكترونية إضافية، وفي نفس الوقت يمكن اعتماده كموصل خارجي أيضاً...
كون الناقل لايدعم بعض مواصفات الأجهزة الإلكترونية المنزلية دعا الأمر لعدم اعتماده بشكل واسع في هذه الأجهزة فهو محدود جداً جداً فيها ويكاد يكون معدوماً بالمقابل، عدد الأجهزة الإلكترونية التي تدعم HDMI واسع وكبير.